# Velódromo de Anoeta
El Velódromo de Anoeta cuyo nombre oficial es Velódromo Antonio Elorza (en euskera: Anoetako Belodromoa o Antonio Elortza belodromoa) es el nombre que recibe un pabellón deportivo cubierto en la localidad de San Sebastián, al noreste del País Vasco y al norte de España. La arena tiene 5.500 espectadores. Se utiliza sobre todo para el atletismo bajo techo, eventos de motocross y conciertos. Fue inaugurado en 1965 y fue un velódromo al aire libre hasta 1973, cuando se cubrió para albergar los campeonatos del mundo.